# オスカー・ピストリウス

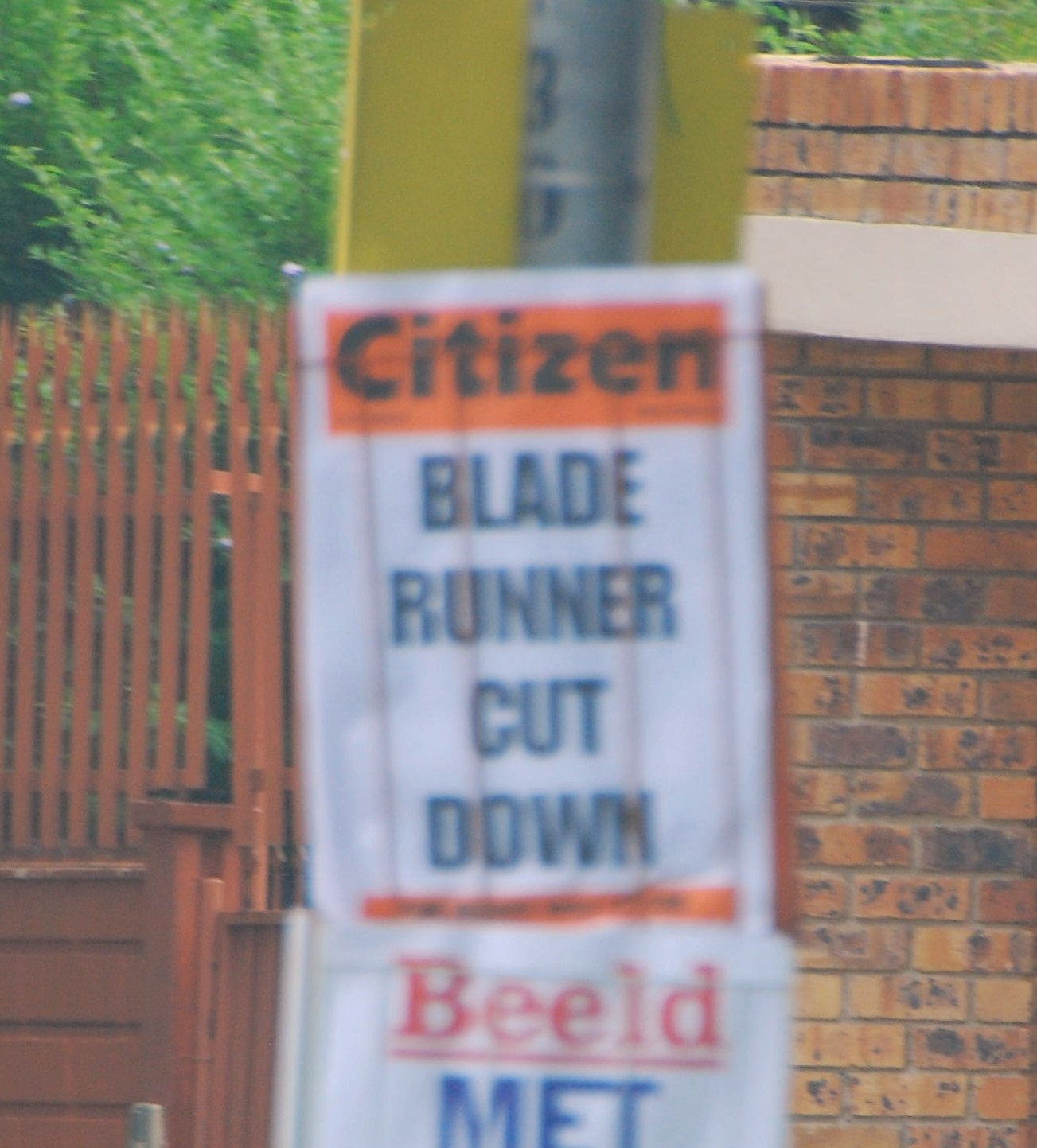
北京オリンピックに、ピストリウスが参加することを認めないとした国際陸上競技連盟の決定を報じる南アフリカの新聞（2008年1月16日）

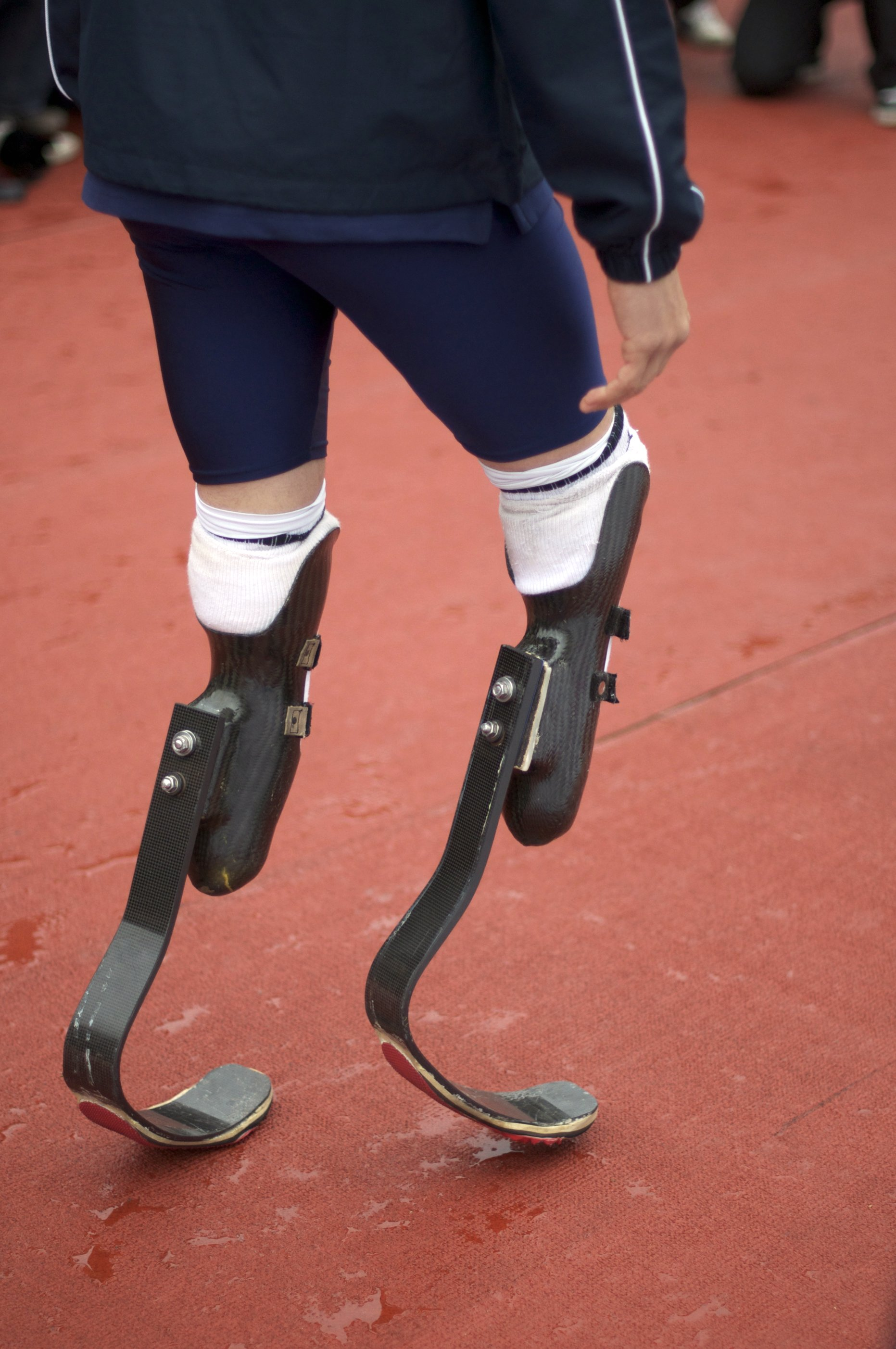
「ブレードランナー」の異名の元になった義足。2011年9月8日、ロンドントラファルガー広場にて撮影。

オスカー・レナード・カール・ピストリウス（Oscar Leonard Carl Pistorius、1986年11月22日 - ）は、南アフリカ共和国のパラリンピック・オリンピック陸上選手。
両足義足のスプリンターで、アイスランドの義肢メーカー、オズール（Össur）が制作した、まるで刃（Blade）のように薄い炭素繊維製の競技用義肢を使用しているため、"ブレードランナー"（Blade Runner）の異名を持つ。両足切断者クラスの100m、200m、400mの世界記録保持者。健常者の大会にも出場するなど、障害者スポーツの印象を覆す活躍で注目を集めた。

## 略歴
南アフリカ共和国ヨハネスブルグ近郊のサントンで、先天性の身体障害により腓骨が無い状態で誕生。生後11か月時、両足の膝から下を切断。
高校時代はラグビー、水球、テニス、レスリングなどを経験。ラグビーで膝を負傷しリハビリ中の2004年1月、陸上競技を勧められる。
2004年9月、アテネパラリンピック100m銅メダル（11秒16）、200m金メダル（21秒97）。その後2008年時点、プレトリア大学で、経営学、スポーツ科学を履修。

### パラリンピックからオリンピックへの挑戦
北京オリンピックに400mで出場を目指していたが、国際陸上競技連盟(IAAF)はカーボン製の義足による推進力が競技規定に抵触するとしてこれを却下。2008年5月16日、スポーツ仲裁裁判所(CAS)はIAAFの判断を覆し、ピストリウスが健常者のレースに出場することを認める裁定を下す。参加標準記録（A標準45秒55、B標準45秒95）を突破すればオリンピックに出場できた。突破できなくても、1600mリレーのメンバーに入れば出場は可能だった。
2008年7月16日、スイスで行われた競技会で400mに出場し、自己ベストとなる46秒25を記録したが、五輪参加標準記録を突破できず同種目での北京オリンピック出場を逃した。さらに同月18日、南アフリカ陸上競技連盟は、4×400mリレーでのピストリウスの不選出を発表。悲願の北京オリンピック出場は果たせなかった。
2008年9月、北京パラリンピックにて100m、200m、400mに出場、金メダル三冠を達成した。
2011年、韓国で行われた世界陸上競技選手権大会に、健常者と共に出場する。ピストリウスは8月29日、400mに出場し、準決勝まで進んだが、そこで敗れ決勝には進めなかった。準決勝のタイムは46秒19で、自己ベストより1秒以上遅かった。9月2日には、4×400mリレー決勝が行われ、南アフリカは銀メダルを獲得した。ピストリウスはこの決勝には出場しなかったが、予選には走者として出場しており、規定によりピストリウスにも銀メダルが贈られた。
その後、陸上の400mでは2011年7月に45秒07、2012年3月17日に45秒20といずれもオリンピックA標準記録をクリアする結果を残しており、ロンドンオリンピック出場へのチャンスが残っていた。

### ロンドンオリンピック・パラリンピックへの出場
南アフリカ・オリンピック委員会(SASCOC)は2012年7月4日、ロンドンオリンピック陸上男子400mおよび男子4×400mリレーのメンバーにピストリウスを選出。両脚が義足の陸上競技選手では初めて、オリンピックへの出場を果たした。さらに、同オリンピックの閉幕後に開催されるロンドンパラリンピック陸上男子100m、200m、400m、4×100mリレーのメンバーにも選出。義足の陸上競技選手では初めて、オリンピック・パラリンピックの双方に出場することが決まった。

#### ロンドンオリンピック
個人種目の陸上男子400mでは、予選1組の2位で準決勝へ進出。しかし、準決勝2組で最下位（8位）に終わったため、決勝には進めなかった。
南アフリカチームの第3走者を任された陸上男子4×400mリレーの予選では、第2走者のオフェンツェ・モガワネがケニアの選手と接触して転倒したため、ピストリウスにバトンが渡らないままチームは棄権を余儀なくされた（ケニアチームは失格）。しかし、この転倒に対して南アフリカチームが国際陸上競技連盟に異議を申し出たところ、同連盟は審議委員会を開催。審議の結果、棄権の原因を「ケニアの選手による妨害による影響」と判断したうえで、救済措置として南アフリカチームの決勝進出を認めた。なお、ピストリウスは決勝でアンカー（第4走者）を務めたが、チームは最下位（8位）に終わった。

#### ロンドンパラリンピック
個人種目の男子200mでは、2012年9月1日開催の予選で、21秒30の世界新記録を達成。しかし決勝では、21秒52で2位に終わったため、パラリンピックでの連覇を逸した。同じく連覇の掛かった男子100mでも、決勝を4位で終了(優勝はイギリスのジョニー・ピーコック)。その一方で、南アフリカチームのアンカーを務めた4×100mリレーの決勝では、チームの世界新記録達成（41秒78）と金メダル獲得に貢献した。

## 自己ベスト
- 100m：10秒91 （2007年4月4日）
- 200m：21秒30 （2012年9月1日、ロンドンパラリンピック予選）
- 400m：45秒07 （2011年7月19日）

## 殺人
プレトリアのゲーテッドコミュニティにある自宅で恋人のリーバ・スティンカンプを銃で射殺したとして逮捕され、2013年2月14日に国内メディアに報道された。報道では、侵入者と誤認して撃ったとされる。一方、ピストリウスは、過去にDVで通報された経歴があり、南アフリカの検察は「計画的殺人」であると主張した。
南アフリカの英雄とも言えるピストリウスの殺人容疑に、南アフリカのマスメディアの報道は過熱気味であった。また、この事件の担当刑事の1人が、過去に7件の殺人未遂容疑がかけられている不祥事が発覚、担当刑事が交代となるなど、捜査は混乱した。
2013年2月22日、南アフリカ検察は、ピストリウスに逃亡の恐れなどが無いとして、保釈を認めた。保釈金は100万ランドとなっている。保釈については、当初は海外渡航が一切不可とされるなど、厳しい条件が課されていた。しかし、ピストリウスが抗議した結果、南アフリカの検察は、国外への競技参加などを許可するなど、条件を緩和した。
2013年10月29日、ピストリウスは2件の銃規制法の違反容疑で追訴された。公共の場で2回発砲した疑いをかけられた。
2014年3月3日、プレトリアの高等裁判所で、この事件の初公判が開かれた。ピストリウスは「恋人を侵入者と間違えた」と述べ、無罪を主張した。裁判の途中で、検察や警察が、事件現場となった風呂のドアの取り扱いで、不備があったと認定された。この事件では、風呂のドア越しに銃撃が行われた他、ピストリウスはクリケット用のバットでドアを破ったことから、ドアは弾丸の弾道や、事件の概要を示す重要な証拠とされる。また、公判は3月20日までの予定であったが、5月16日までに延長された。ピストリウスは裁判の費用を捻出するため、自宅を売却した。
2014年9月11日、プレトリアの高等裁判所は、ピストリウスに対して殺人では無罪、過失致死では有罪の判決を下した。南アフリカの検察は、ピストリウスが計画的な殺人を実行したということを立証できなかった。
2014年10月21日、裁判所はピストリウスに禁錮5年の判決を言い渡した。検察側は、この判決を不服として控訴した。この控訴について、2014年12月10日、裁判所は可否を判断する公判を開き、控訴を認めると決めた。ただし、量刑に対する控訴は認めなかった。
2015年8月19日、仮釈放が予定されていた。禁錮5年の判決に対して非常に早い仮釈放であるが、治安の悪い南アフリカでは、刑務所は常に定員オーバーと資金不足に悩まされており、殺人であっても早期に仮釈放させ、「強制監視」という方法で対処することが多い。しかし、仮釈放を受けるには刑期の6分の1を終える必要があったが、仮釈放が決定された時期がこの規則に引っかかったため、仮釈放は延期された。
同年10月15日、南アフリカの仮釈放委員会はピストリウスを10月20日に仮釈放し、自宅軟禁下に置くと決定した。
同年12月3日、最高裁判所（憲法裁判所）は検察の上訴審において高裁判決を破棄、殺人罪で有罪判決を出した。ピストリウス側は殺人罪の適用は不当として上訴したが、2016年3月4日、最高裁判所はこれを退け、殺人罪での有罪が確定した。有罪が確定したため、プレトリアのクゴシ・マンプルII刑務所に収監された。同年7月6日、最高裁判所は量刑について禁固6年の判決を言い渡した。殺人罪は最低15年の量刑が定められているが、判決は被害者を侵入者と勘違いしたとする被告の主張など酌量すべき事情を複数挙げ、大幅に量刑が軽減された。
検察は量刑が少なすぎるとして上訴したが、ヨハネスブルグ高等裁判所は2016年8月26日に検察側の上訴を棄却する決定を下し、同年11月にはプレトリアのアッテリッジヴィル刑務所へと移監された。検察側はなお量刑が少なすぎるとして最高裁判所に上訴し、最高裁判所は2017年11月24日に量刑を禁錮13年5ヶ月に引き上げる判決を言い渡した。
2023年11月に仮釈放が認められ、2024年1月5日には自宅に戻っていることが発表された。ただし禁錮刑の終わる2029年12月までは当局による行動制限や矯正プログラムの職員による監督は続く予定。

## ドーピング疑惑
前述の殺人容疑に関連した警察の捜査によると、自宅から筋肉増強剤と注射器が発見された。発見されたのはテストステロンであり、これは世界アンチ・ドーピング機関が禁止薬物に指定している物である。ただし、パラリンピック等の大会時の検査では陰性であったという。
なお、「テストステロンが発見された」という証言は保釈請求で出廷した捜査官が述べたものだが、発表の数時間後、検察当局はこの薬物について「まだ捜査が完了しておらず何の薬物かは不明」として、主張を訂正した。

## モットー
"You're not disabled by the disabilities you have, you are able by the abilities you have."「足りないものがあるからできないのではない、持っている能力によって可能なのだ。」　

## 画像

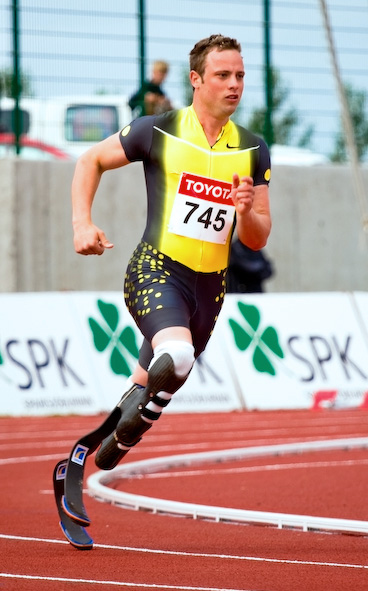
アイスランド、コーパヴォグルの大会に参加するピストリウス
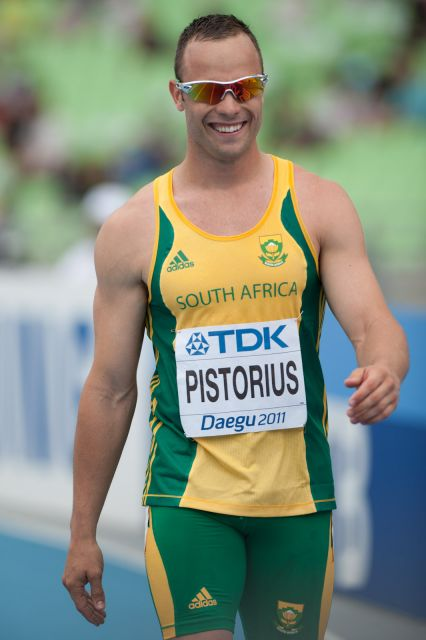
韓国、大邱の世界陸上に参加するピストリウス
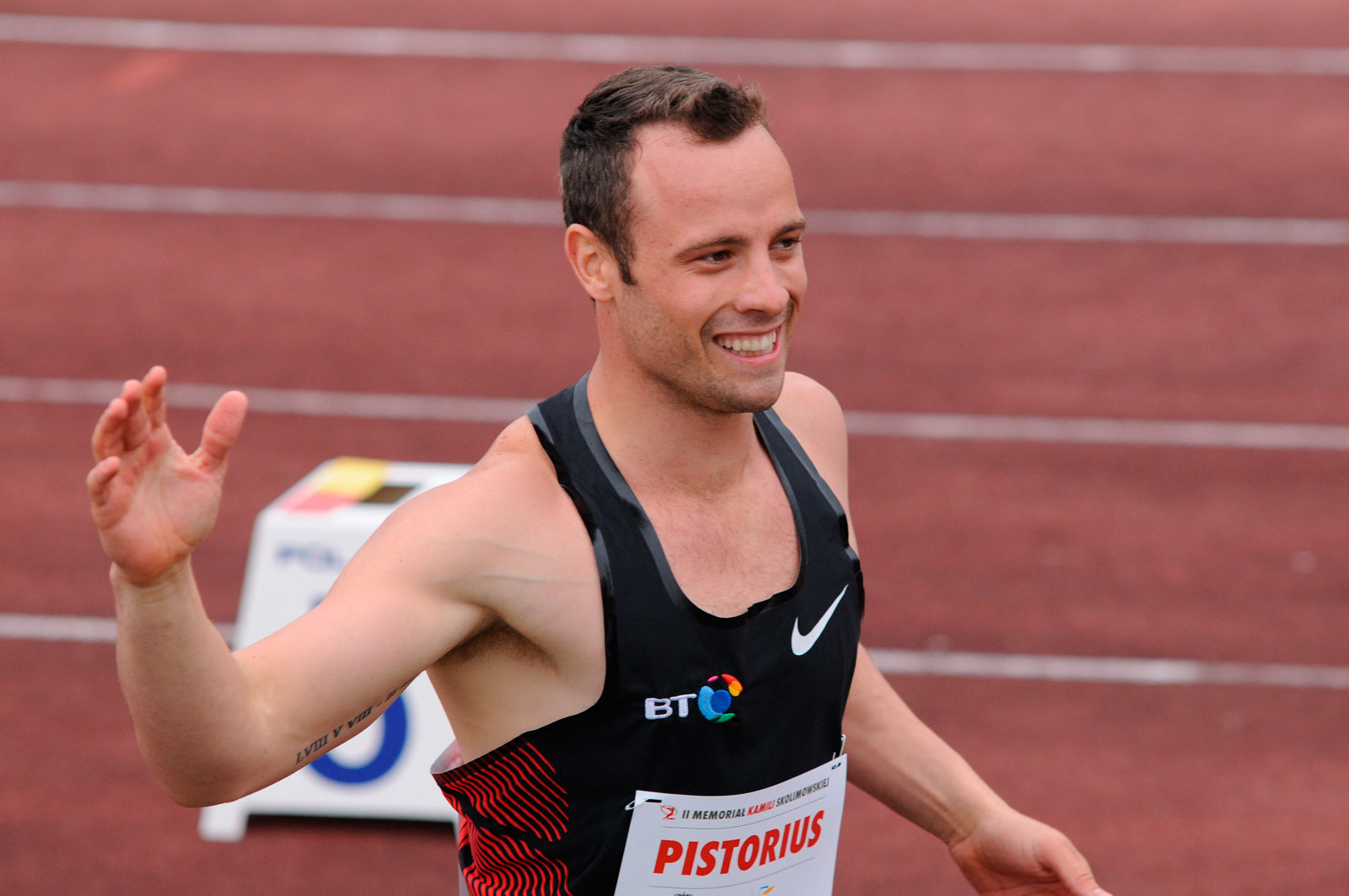
ワルシャワで開かれた、カミラ・スコリモフスカを追悼する大会で、ファンに手を振るピストリウス
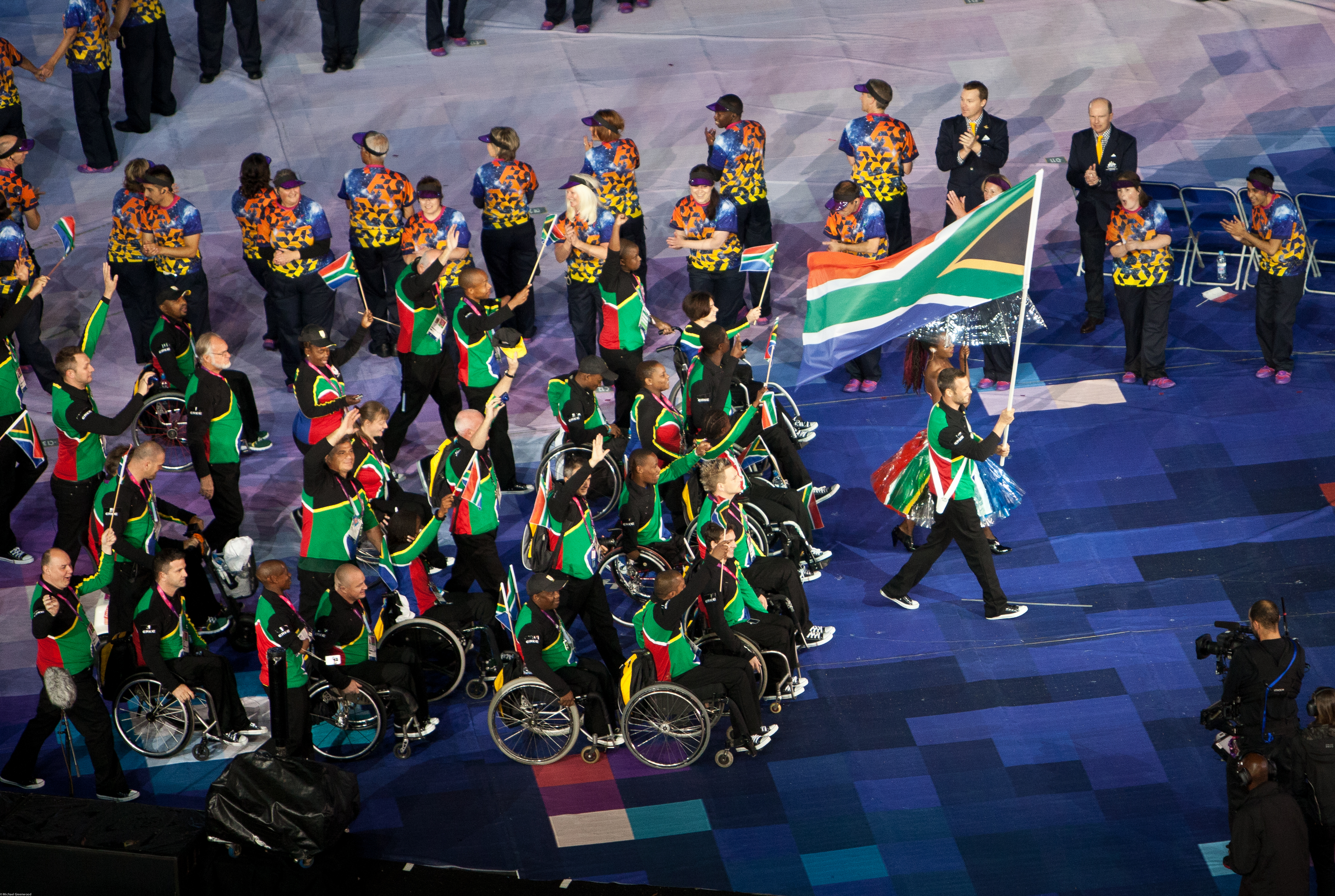
ロンドンパラリンピックで、南アフリカ選手団の旗手を務めるピストリウス
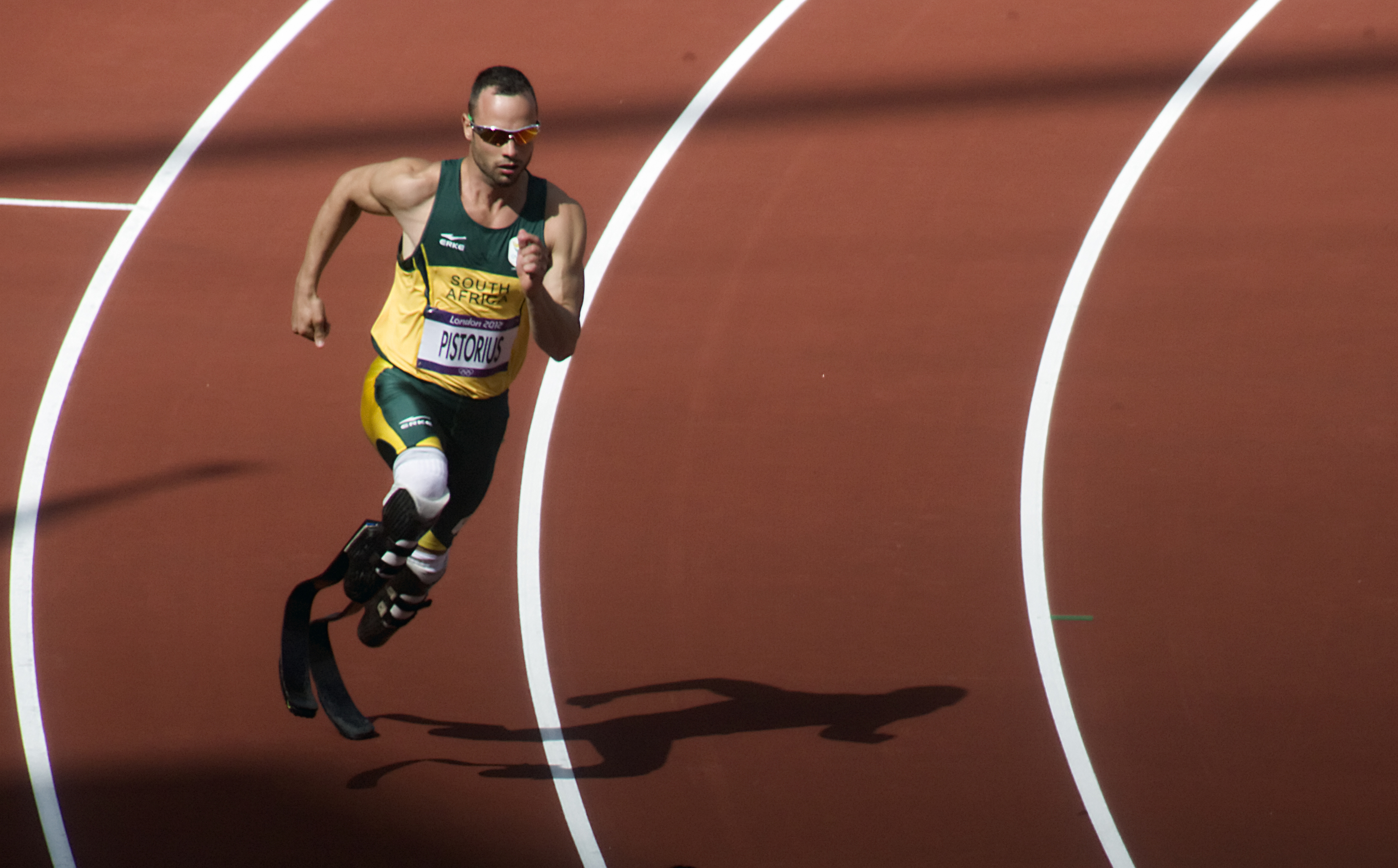
ロンドンオリンピックの400m走に出場するピストリウス